# Зойферт, Нильс
Нильс Зойферт (нем. Nils Seufert; родился 3 февраля 1997 года, Мангейм, Германия) — немецкий футболист, полузащитник клуба «Гройтер Фюрт».

## Клубная карьера
Зойферт — воспитанник клубов «Вальдхоф», «Кафертал» и «Кайзерслаутерн». 25 октября 2017 года в поединке Кубка Германии против «Штутгарта» Нильс дебютировал за основной состав последних. 28 октября в матче против «Яна» он дебютировал во Второй Бундеслиге. Летом 2018 года Зойферт перешёл в «Арминию Билефельд». 5 августа в матче против «Хайденхайма» он дебютировал за новую команду. В 2020 году Нильс помог клубу выйти в элиту. 17 октября в матче против «Баварии» он дебютировал в Бундеслиге.
К сезону 2021/22 подписал трёхлетний контракт с Гройтер Фюрт.